# Elvir
Elvir ist ein männlicher Vorname und Familienname.

## Herkunft und Bedeutung
Elvir ist eine bosnische männliche Form zum Vornamen Elvira.

## Namensträger

### Vorname
- Elvir Baljić türk. Elvir Baliç (* 1974), bosnisch-herzegowinischer Fußballspieler und -trainer
- Elvir Bolić (* 1971), bosnisch-herzegowinischer Fußballspieler
- Elvir Hadžić (* 1999), bosnisch-österreichischer Fußballspieler
- Elvir Ibišević (* 1998), bosnisch-US-amerikanischer Fußballspieler
- Elvir Laković Laka (* 1969), bosnisch-herzegowinischer Sänger
- Elvir Omerbegovic (* 1979), deutscher Unternehmer
- Elvir Ovčina (* 1976), bosnisch-herzegowinischer Basketballspieler
- Elvir Rahimić (* 1976), bosnisch-herzegowinischer Fußballspieler
- Elvir Selmanovic (* 1978), serbischer Handballspieler

### Nachname
- Omar Elvir (* 1989), honduranischer Fußballspieler